# Coroa austro-húngara

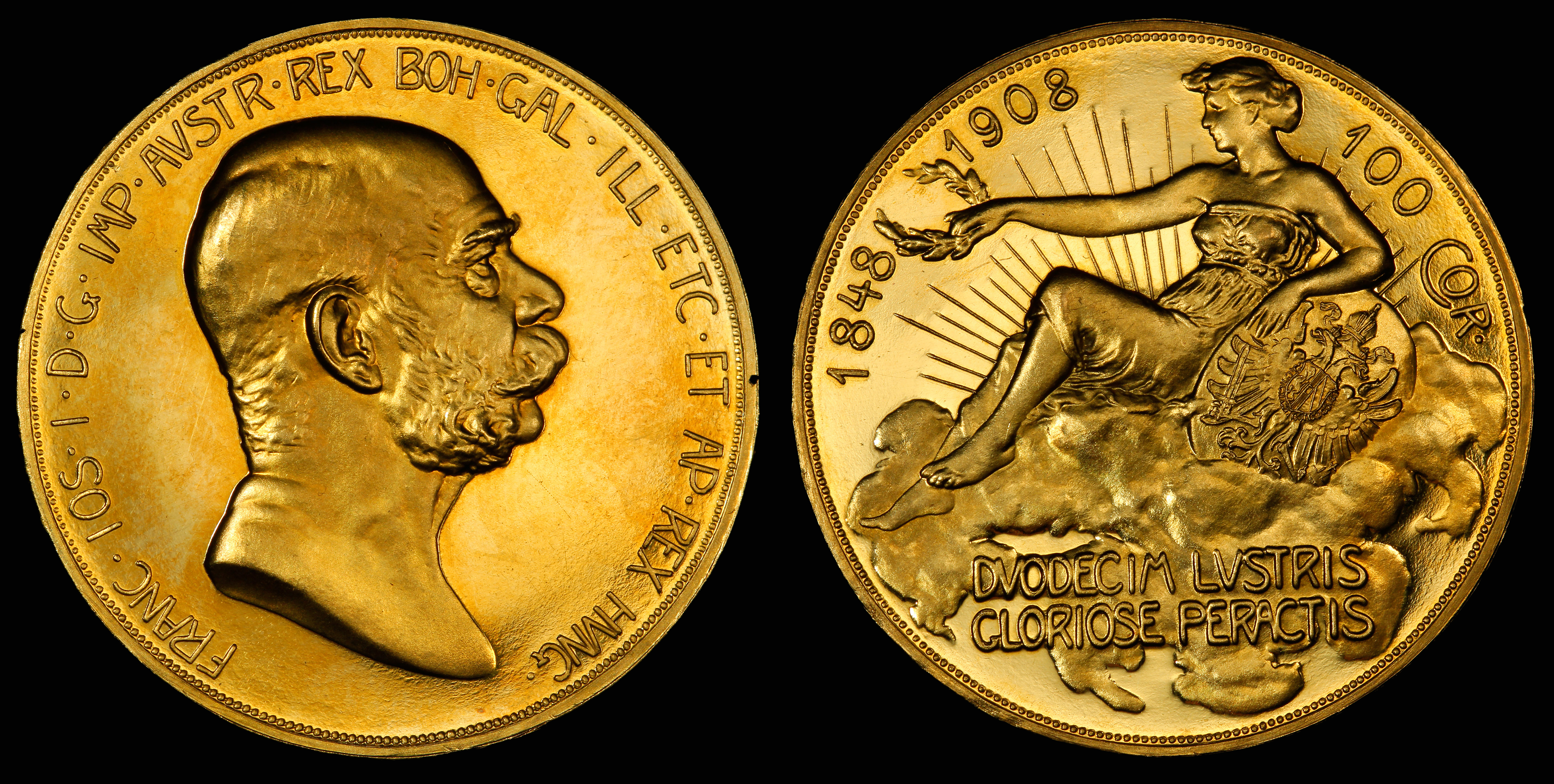
coroa da Áustria em 1908

A Coroa (alemão:Krone, húngaro:Korona) foi a moeda da Áustria-Hungria desde 1892.
A Coroa foi a moeda da Áustria e em Listenstaine até 1924, na Hungria até 1926.
A sub-unidade foi chamada Heller na Áustria e fillér na Hungria.

## Preços e Câmbios

### 1892
1 kg de ouro: 3280 Kr
1,05 francos suiços: 1 Kr
1 Kr: 0,8505 marcos alemães

### 1896
1 libra esterlina: ~ 24 Kr

### 1899
1,26 Kr: 1 marco alemão (novembro)

### 1900
1 libra esterlina: 23,97 Kr
'Kronenzeitung' (jornal): günlük 0,04 Kr; aylık 1 Kr

### 1904
'Kleine Zeitung' (jornal): por dia 0,02 Kr; por três meses 1,5 Kr; por seis meses 3 Kr; por ano 6 Kr

### 1906
Um livro de receitas de "Kronen Zeitung": 0,2 Kr

### 1907
1 marco alemão: 1,1805 Kr (26 de março de 1907)

### 1909
1 marco alemão: 1,17925 Kr (novembro e dezembro)
1 Kr: 1,05 lei romenos = 1,05 francos suiços = 1,05 francos franceses = 1,05 liras italianas 22k

### 1913
1 dólar americano: 4,96 Kr
1 marco alemão: 1,179 Kr
1 terno: 48 Kr
1 kg de pão: 0,32 Kr
2 1/2 kg de farinha: 1 Kr
1 1/2 kg de açúcar: 1 Kr
1 bilhete de bonde: 0,19 Kr

### 1914
1 terno: 48 Kr
1 dólar americano: 5,08 Kr
1 kg de alho: 0,20 Kr
45 ovos: 2 Kr
1 kg de uvas: 1,6 Kr
1 kg de sal: 0,28 kr
1 kg de banha: 2 Kr
1 kg de arroz: 0,56 Kr
1 kg de manteiga: 1,4 Kr
1 kg de cebolas: 0,12 Kr
1 l de vinagre: 0,12 Kr
1 kg de café: 4,80 Kr
1 kg de pimenta-preta: 2 Kr

### 1915
1 dólar americano: 6,50 Kr
1 marco alemão: 1,4 Kr
30 ovos: 2 Kr
1 kg de alho: 3,20 Kr
1 kg de sabão: 4 - 5 Kr
1 kg de manteiga: 5,6 Kr
1 terno: 96 Kr
1 kg de cebolas: 4 Kr
1 kg de alhos: 4 Kr
1 kg de banha: 8 Kr
1 porco de 100 kg: 440 Kr
1 kg de arroz: 2,6 Kr
1 l de petróleo: 0,68 Kr
1 kg de carne de vaca: 5 Kr
1 kg de carne de porco: 6 Kr
1 kg de vagens: 1,6 Kr

### 1916
1 dólar americano: 7,95 Kr
1 marco alemão: 1,45 Kr
1 l de leite: 0,30 Kr
1 kg de carne de porco: 11 Kr
10 - 15 ovos: 2 Kr
1 kg de uvas: 6 Kr
1 kg de carne de vaca: 12 Kr
1 kg de café: 14 - 16 Kr
1 kg de banha: 9,60 Kr
1 l de vinagre: 0,60 Kr
1 kg de cebolas: 8 Kr
1 porco de 100 kg: 780 Kr
1 terno: 180 Kr
1 kg de alho: 5,20 Kr
1 l de petróleo: 0,48 - 0,56 Kr
1 kg de manteiga: 8 Kr
1 kg de sabão: 8 Kr

### 1917
'Reichspost' (jornal): por mês: 4,50 Kr; por três meses: 13 Kr; por ano: 26 Kr
'Katholische Kirchenzeitung Salzburg' (jornal): 0,20 Kr
'Salzburger Chronik' (jornal): 0,12 Kr
'Salzkammergut - Zeitung' (jornal): 0,14 Kr
1 marco alemão: 1,54 Kr
7 - 8 ovos: 2 Kr
1 kg de uvas: 12 Kr
1 kg de manteiga: 7,20 Kr

#### Agosto
1 kg de manteiga: 30 - 35 Kr
Uns sapatos: 400 - 500 Kr
3 ovos: 2 Kr
1 terno: 800 - 1000 Kr

#### 7 de Setembro
1 kg de abóboras: 0,80 Kr

#### 12 de Setembro
1 kg de maçãs: 0,86 - 1,44 Kr
1 kg de peras: 0,86 - 1,44 Kr
1 kg de pêssegos: 1,64 - 3,32 Kr
1 kg Sırp mürdümeriği: 0,96 - 1,24 Kr
1 kg karpuz: 0,56 - 1,24 Kr
1 pimentão: 0,08 - 0,12 Kr

#### 26 de Setembro
1 kg de açúcar: 1, 43 Kr

### 1918
6 - 7 ovos: 2 Kr
1 tramvay bileti (Viyana): 0,40 Kr
1 l de vinho: 5 - 10 Kr
1 coroa checoslovaca: 1 coroa austro-húngaro

#### 9 de Janeiro
1 kg de arroz: 13 Kr
1 kg de café: 25 Kr
1 kg de uvas: 20 Kr
1 l de vinagre: 1,20 Kr
'Salzburger Volksbote' (jornal): 0,14 Kr

#### Novembro
'Illustrierte Kronenzeitung' (jornal): 0,08 Kr
1 marco alemão: 2 Kr

#### Dezembro
'Telegraf' (jornal): 0,10 Kr

### 1919
elbise: 1000 - 3000 Kr
1 çift ayakkabı: 200 - 300 Kr

#### Janeiro
1 dólar americano: 16,1 Kr

#### De Janeiro a Junho
'Illustrierte Kronenzeitung' (jornal): 0,10 Kr

#### De Agosto a Dezembro
'Illustrierte Kronenzeitung' (jornal): 0,12 Kr

#### Agosto
100 Kr: 11,60 francos suiços

#### Outubro
1 marco alemão: 3,2 Kr

#### Novembro
1 Yugoslav dinarı: 4 Kr
1 Leu romeno: 2 Kr

#### Dezembro
1 Kr: 0,0275 francos suiços

## Nomes
Alemão: 1 Krone (pl. Kronen) = 100 Heller
Húngaro: 1 korona (pl. korona) = 100 Fillér
Checo: koruna (pl. korun)
Eslovaco: koruna (pl. korún)
Polaco: korona (pl. koron)
Ucraniano: корона (pl. корон)
Italiano: corona (pl. corone)
Esloveno: krona (pl. kron)
Croata: kruna (pl. kruna)
sérvio: круна (pl. круна)
Romeno: coroană (pl. coroane)